# Kingston near Lewes
Kingston near Lewes – wieś w Anglii, w hrabstwie East Sussex, w dystrykcie Lewes. Leży 73 km na południe od Londynu. W 2007 miejscowość liczyła 843 mieszkańców.